# Cung điện Augustusburg và Falkenlust
Cung điện Augustusburg và Falkenlust là một quần thể các tòa nhà lịch sử nằm ở Brühl, Nordrhein-Westfalen, Đức đã được UNESCO công nhận là Di sản thế giới từ năm 1984. Các tòa nhà được kết nối bởi những khu vườn và cây cối rộng rãi của công viên cung điện. Cung điện Augustusburg (tiếng Đức: Schloss Augustusburg) và các công viên của nó cũng là nơi tổ chức các buổi Hòa nhạc Cung điện Brühl. Bapr tàng Max Ernst nằm cách đó không xa.

## Lịch sử
Các cung điện này được Tổng giám mục-tuyển hầu Clemens August (1700-1761) thuộc dòng hoàng tộc Wittelsbach, cai quản giáo phận Köln cho xây từ thế kỷ 18 để làm nơi cư ngụ. Việc thiết kế và xây dựng do kiến trúc sư Johann Conrad Schlaun đảm nhận, sau đó kiến trúc sư François de Cuvilliés sửa lại mặt tiền. Cầu thang lộng lẫy trong lâu đài Augustusburg do kiến trúc sư Johann Balthasar Neumann thiết kế theo kiểu kiến trúc Rococo với các bậc thang bằng vàng, các cột cầu thang bằng đá hoa cương cùng các tượng được bố trí bên cạnh. Các vườn do Dominique Girard thiết kế, trong đó có một vườn hoa trong khu vực phía nam các tòa lâu đài, nhưng sau đó vườn hoa này được Peter Joseph Lenné cải tạo lại thành vườn hoa công viên kiểu Anh trong thế kỷ 19.
Cung điện Falkenlust được kiến trúc sư François de Cuvilliés xây từ năm 1729 tới năm 1740, theo kiểu nhà nghỉ săn bắn Amalienburg trong công viên của cung điện Nymphenburg. Từ sau chiến tranh thế giới lần thứ hai cho đến năm 1994 Augustusburg được sử dụng như một đại sảnh tiếp khách của Thủ tướng Đức vì nó nằm không quá xa Bonn, thủ đô của Tây Đức và Cộng hòa Liên bang Đức lúc bấy giờ.

## Hình ảnh

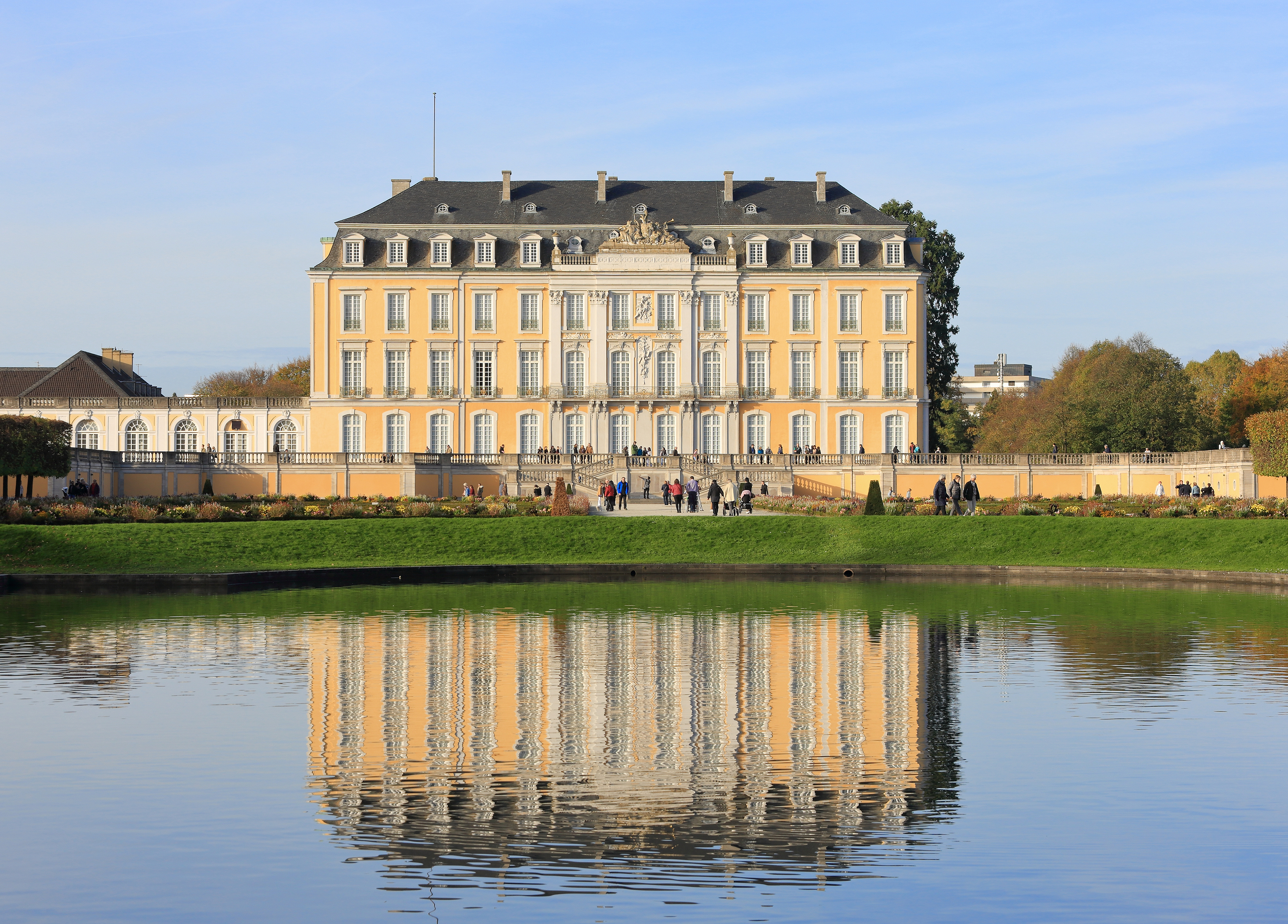
Augustusburg và hình ảnh phản chiếu dưới hồ nước công viên
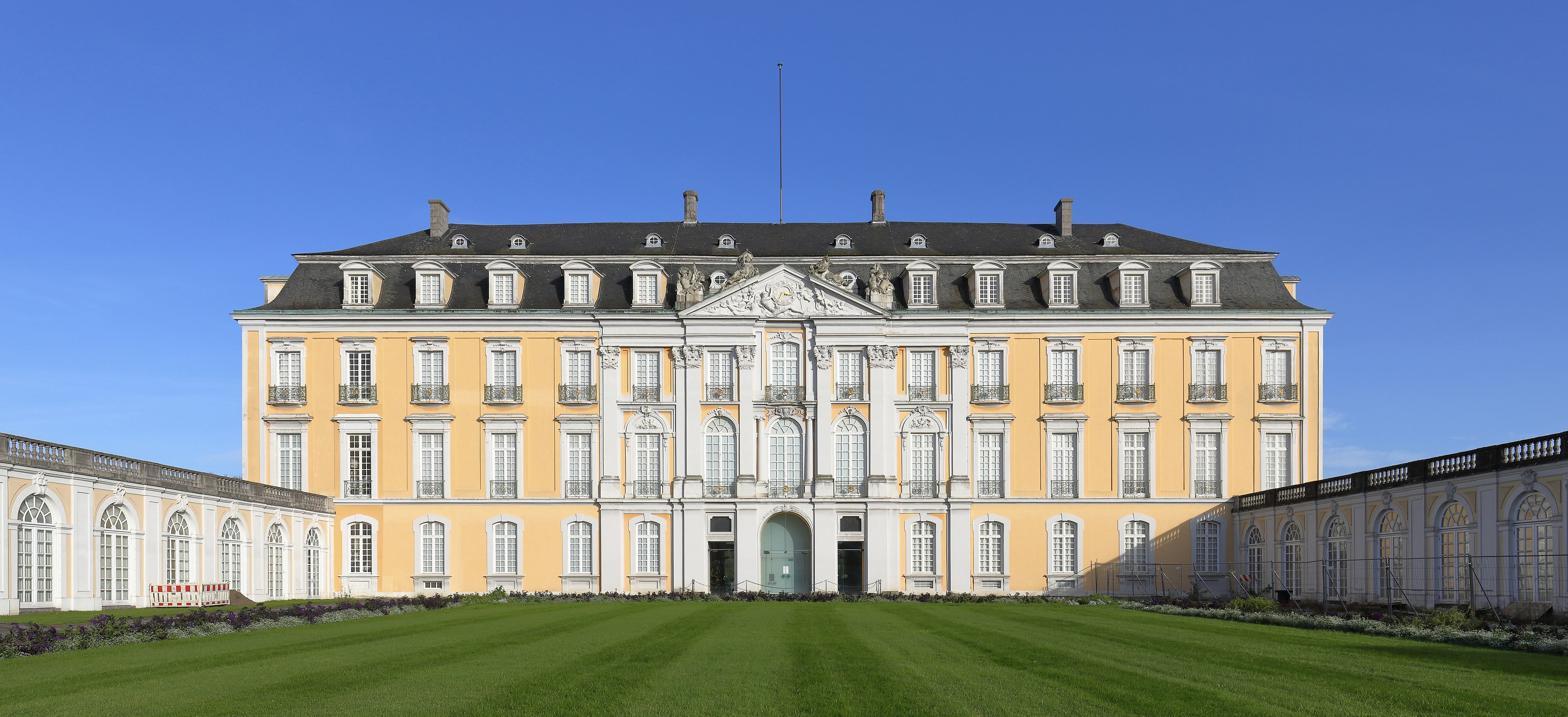
Mặt tiền phía tây của Augustusburg
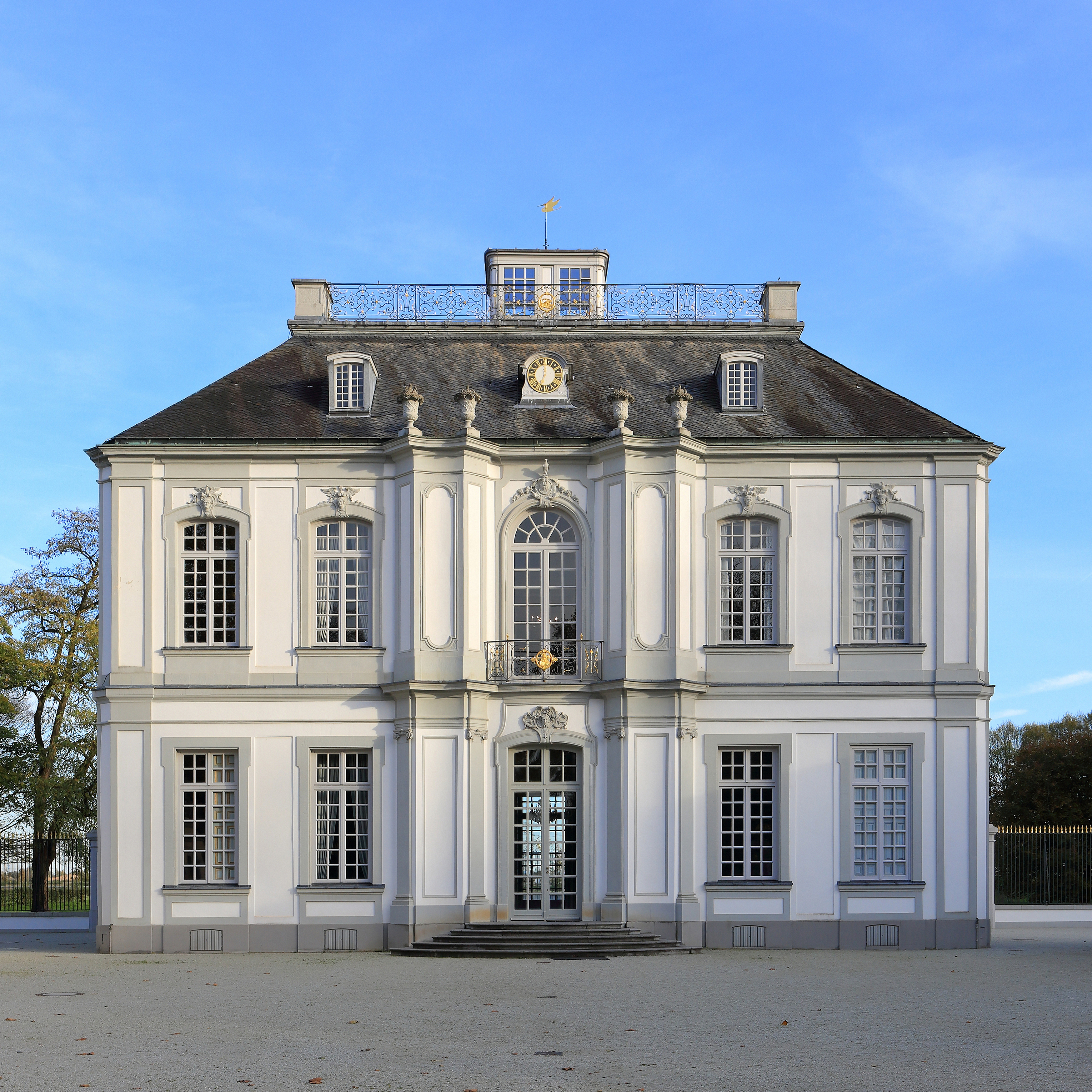
Nhà nghỉ săn bắn Falkenlust